# Lally Cove
Lally Cove est une localité de Terre-Neuve-et-Labrador au Canada. Elle est située sur la côte nord-ouest de la baie de Fortune sur l'île de Terre-Neuve.

## Annexe